# Nicolas III de Mecklembourg-Werle-Güstrow
Nicolas III de Mecklembourg-Werle-Güstrow, (en allemand Nikolaus II von Mecklenburg-Werle-Güstrow), décédé entre le 10 août 1360 et le 1er août 1361. Il fut prince de Werle-Güstrow de 1337 à 1360/1361.

## Famille
Fils de Jean II de Mecklembourg-Werle-Güstrow et de Mechetilde de Brunswick.Nicolas III de Mecklembourg-Werle-Güstrow succéda à son père en 1337.

### Mariage et descendance
En 1338 après dispense papale d'Avignon du 15 septembre,, Nicolas III de Mecklembourg-Werle-Güstrow épouse Agnès de Mecklembourg (1320-1341), (fille du duc Henri II de Mecklembourg).Trois enfants sont nés de cette union :
- Laurent de Mecklembourg-Werle-Güstrow, prince de Werle-Güstrow
- Jean V de Mecklembourg-Werle-Güstrow, (1340-1377), coprince de Werle-Güstrow de 1361 à 1377, en 1377 il épousa Euphémie de Mecklembourg-Schwerin ( †1400), (fille du duc Henri III de Mecklembourg (Schwerin)
- Catherine de Mecklembourg-Werle-Güstrow ( †1402), en 1368 elle épousa le duc Albert de Saxe-Bergedorf ( †1370).

Veuf, Nicolas III de Mecklembourg-Werle-Güstrow épousa Mathilde de Schleswig-Plön ( †1390).

## Généalogie
Nicolas III de Mecklembourg-Werle-Güstrow appartient à la seconde branche (Mecklembourg-Werle) issue de la première branche de la Maison de Mecklembourg, cette seconde lignée s'éteignit avec Guillaume de Mecklembourg-Werle-Güstrow en 1436.